# Ashley Laminates

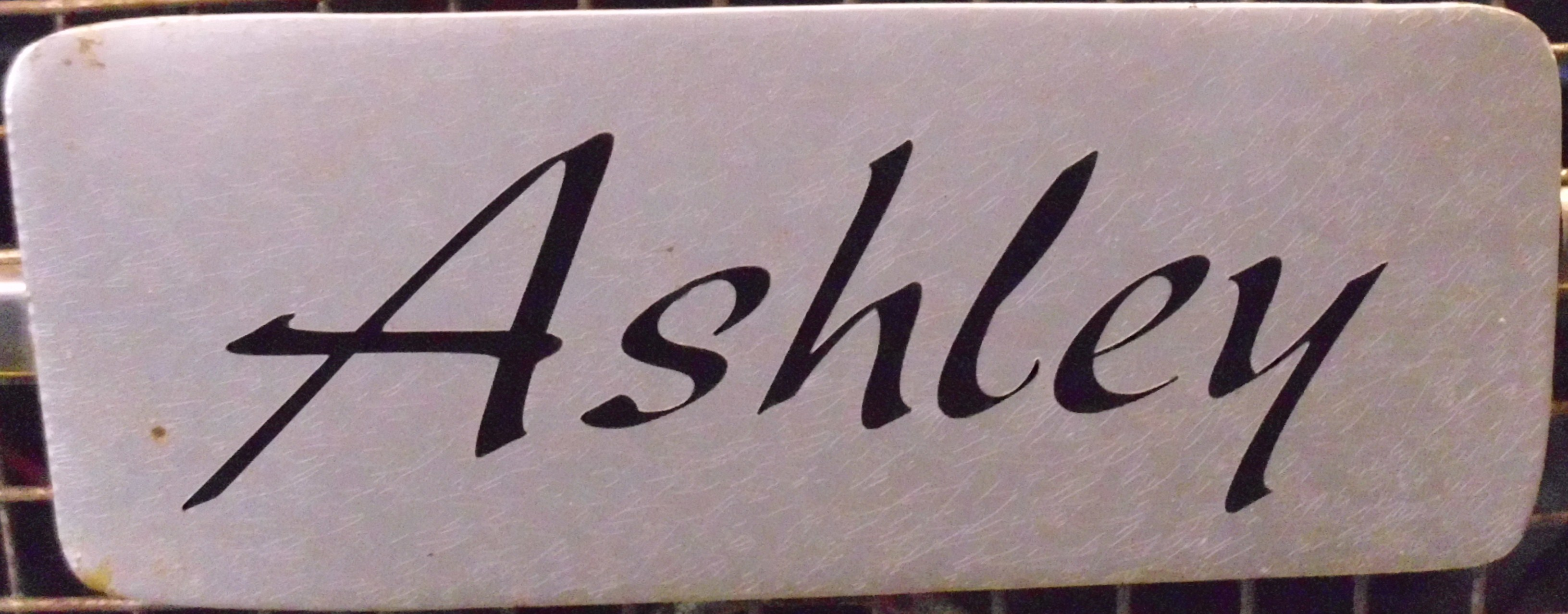
Emblem

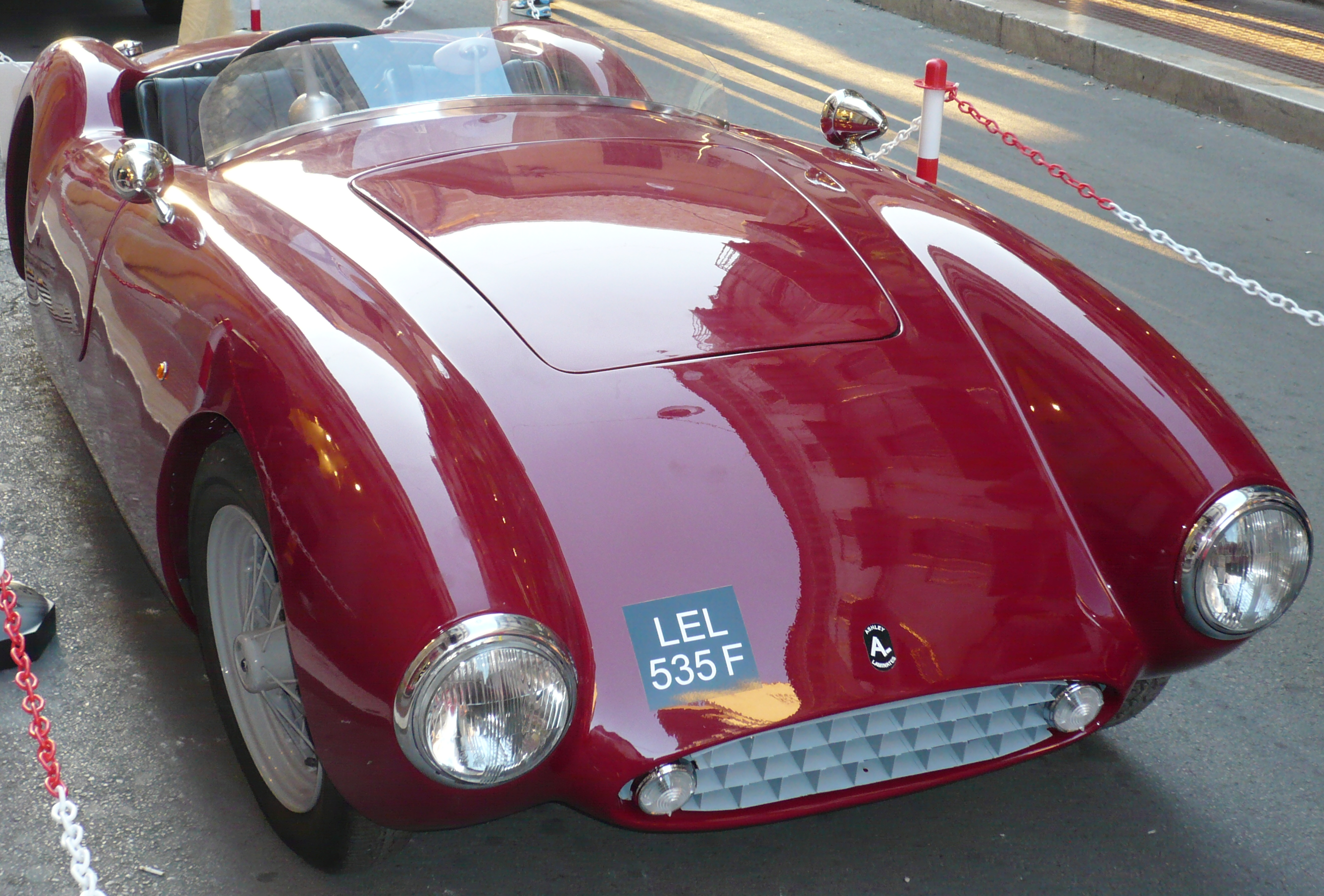
Ashley 750

Interieur

Motor

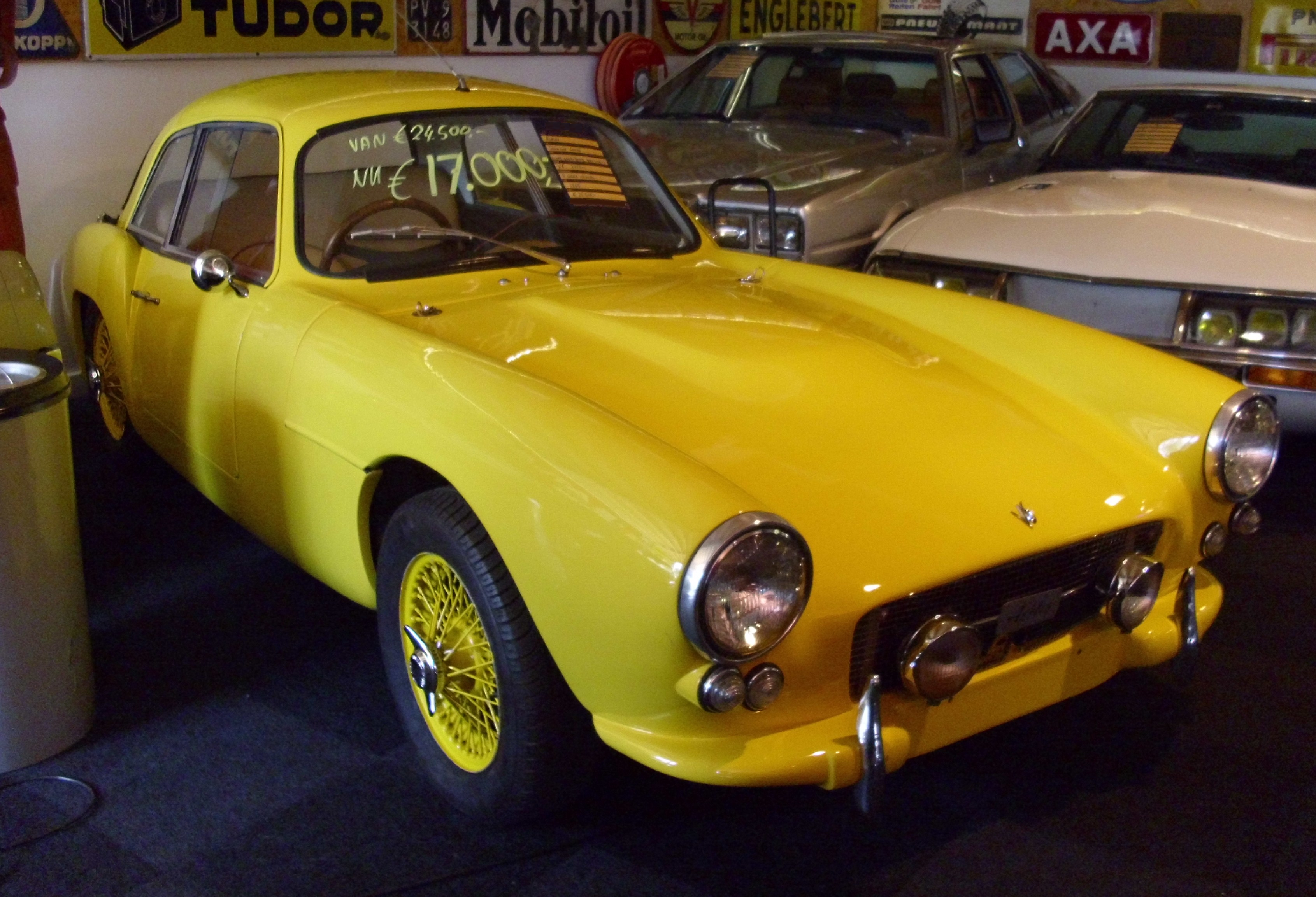
Ashley Sportiva

Ashley Laminates war ein britischer Hersteller von Karosserien, Fahrgestellen und Kit Cars, der von 1955 bis 1962 in Loughton (Essex), Potteries (Epping Forest (Essex)) und Bushfair (Harlow (Essex)) arbeitete. Er bot auch eine Reihe von Automobilzulieferteilen wie Kühler, Tanks, Lichtanlagen, Stahlrahmenrohre, Aluminiumbleche, verschiedene Teile für die Radaufhängung, Wasserpumpen, Reifen, Schläuche und Räder für Kleinserienhersteller an. Ferner stellte das Unternehmen Motorhauben und Hardtops für verschiedene Großserienfahrzeuge wie den Austin-Healey Sprite und den Jaguar E-Type her.

## Geschichte
Ashley Laminates wurde 1955 von Peter Pellandine und Keith Waddington gegründet. Den Namen Ashley wählten die Firmengründer, weil Peter Pellandines Haus in Woodford Green so hieß. In einer Garage in der Nähe des Robin Hood Inn in Loughton bauten sie eine kleine Fabrikation auf, in der Karosserien gefertigt wurden. Die Karosserie des ersten Autos entstand aus GFK. Heute ist an Stelle der Garage ein Parkplatz.
Ende 1956 verließ Pellandine das Unternehmen, um Falcon Shells, einen weiteren Kleinserienhersteller, zu gründen. Pellandine behielt die Rechte und die Werkzeuge für den Ashley 750 mit kurzem Radstand und die des Ashley Sports Racer, woraus in der Folge die Modelle Falcon Mk. I und Falcon Mk. II entstanden.
1958 zog Ashley Laminates nach Potteries im Epping Forest um, weil dort mehr Fertigungsfläche zur Verfügung stand. Der Verkaufsraum blieb in Loughton. Es wurde auch eine neue Karosserie, der Ashley 1172 und das Regent-Fahrgestell eingeführt. 1960 kam der Ashley Sportiva.
1961 zog die Firma erneut um, und zwar nach Bushfair bei Harlow, aber im darauf folgenden Jahr wurde der Bau von Karosserien eingestellt, weil die Marktlage für Kleinserienfahrzeuge sich infolge der veränderten Mehrwertsteuerregelung deutlich verschlechtert hatte. Die Gesellschaft stellte aber weiterhin Hardtops und Motorhauben aus GFK für Sportwagen her.
Werbeschriften von 1963 zeigen, dass die Gesellschaft sich in Ashley Auto Improvements umbenannt hatte und erneut umgezogen war, diesmal nach Bishop’s Stortford (Hertfordshire).
Obwohl Keith Waddington Mitte der 1960er-Jahre starb, wurde die Firma bis 1972 weitergeführt.

## Modelle

### Ashley 750
Er basierte auf dem kurzen Fahrgestell (Radstand: 1905 mm) des Austin 7 mit seinem 747-cm³-Motor (daher der Name). Später gab es auch eine Version mit langem Radstand (2057 mm). Der Preis war bei beiden Modelle der gleiche: £ 78 für die Karosserie und £ 25 für das Hardtop. Die frühen Hardtops hatten Flügeltüren. Als Pallandine die Firma verließ, nahm er die Rechte zum Bau der kurzen Version mit, während Ashley die Langversion weiterbaute.

### Ashley Sports Racer
Er wurde kurz nach dem 750 eingeführt, kostete £ 90 und war mit Radständen zwischen 2108 mm und 2210 mm verfügbar. Wie schon der Name sagte, war diese Karosserie eher für den Rennsport als für den täglichen Gebrauch gedacht. Sie konnte auf ein Elva-Fahrgestell montiert werden. Auch eine Reihe zeitgenössischer Rennfahrzeuge waren damit ausgestattet.

### Ashley 1172
Er kam im August 1958 heraus und war ursprünglich ein Roadster mit abnehmbarem Hardtop. Er wurde auf die Fahrgestelle der Ford-Modelle 8 hp und 10 hp mit 2286 mm Radstand aufgesetzt, die mit dem 1172-cm³-Motor ausgestattet waren (daher der Name). Das Regent-Fahrgestell wurde als alternative Basis für die Karosserie angeboten. Anfang 1959 gab es ein Coupé und ab Januar 1960 gab es auch einen 1172, der auf das Leiterrahmenfahrgestell des Ford Prefect mit 2388 mm Radstand passte. Die Roadsterkarosserien kosteten £ 105, während die Coupés für £ 160 zu haben waren.

### Ashley Sportiva
Er wurde ab November 1960 gefertigt und war anfangs ein 1172 mit veränderter Front. Es gab ihn als reine Karosserie oder mit Ashley-Fahrgestell. Er war als Cabriolet oder Coupé erhältlich, mit zwei oder vier Sitzplätzen. Spätere Sportivas hatten ein überarbeitetes Heck mit Kofferraumklappe und einen längeren Radstand von 2438 mm, damit sie auf das neue Mark-6-Fahrgestell passten. Die Coupékarosserie kostete £ 182.